# Karácsony Magyarországon
Karácsony Magyarországon ünnepnap.

## Története

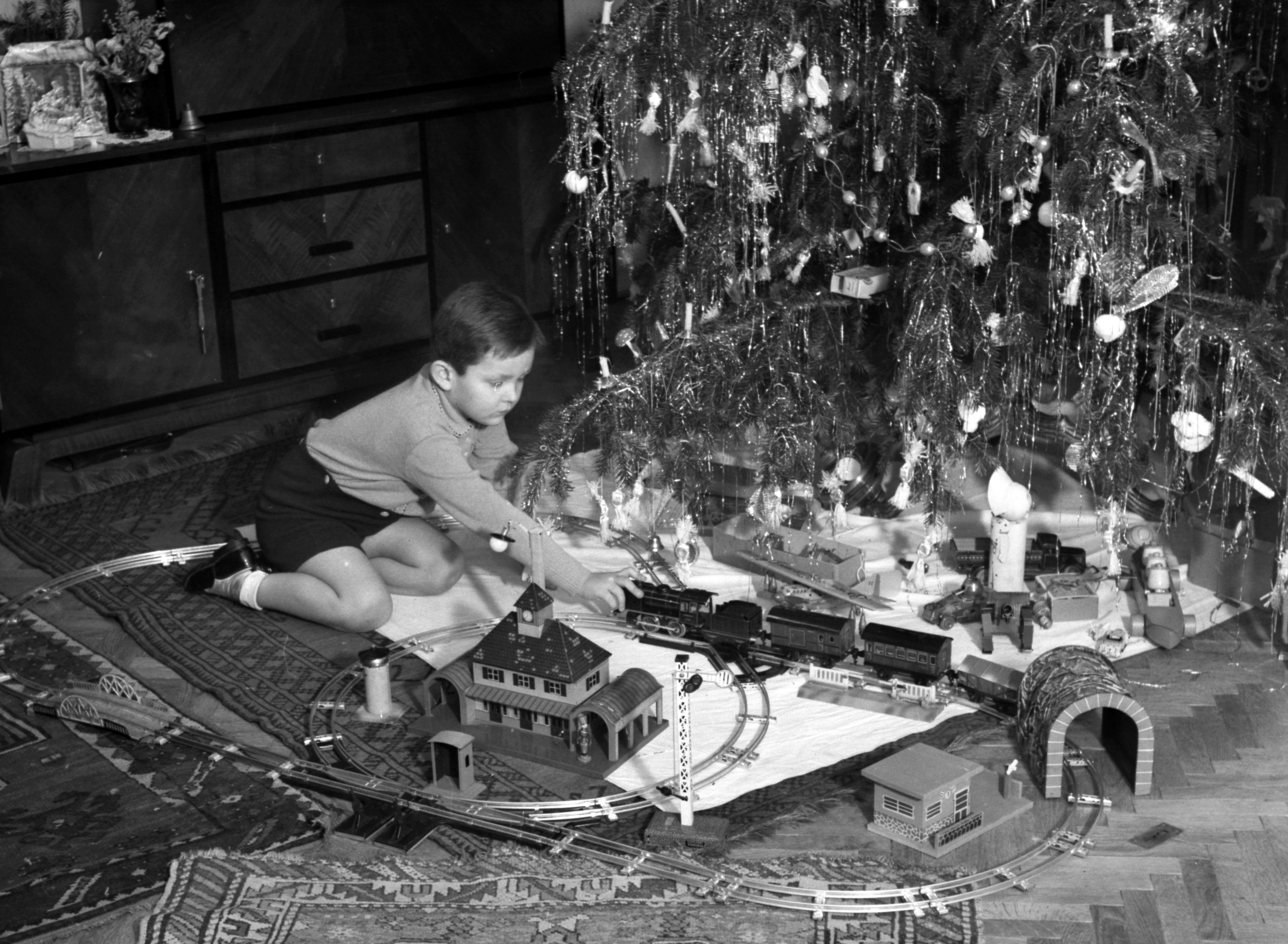
Egy gyermek egy karácsonyfa előtt, 1942-ben

Magyarországon a szocializmus idején az ünnep vallási fontosságát csökkenteni próbálta az állami hatalom. Ennek érdekében a hagyományos megünneplését nehezítették, az éjféli miséken részt vevőket besúgták, illetve az embereket változatos programkínálattal próbálták elterelni a karácsony megünneplésétől. A hivatalos nyelvezet fenyőünneppé nevezte át, de ekkor nevezték át advent harmadik és negyedik vasárnapját is ezüst-, illetve aranyvasárnapra. A hagyomány szerint ajándékhozó Jézuska (illetve a Mikulás) helyett pedig a Télapó figuráját próbálták elterjeszteni. Az 1960-as évek közepétől az ünnepek kezelése az ideológiai síkról fokozatosan kereskedelmi kérdéssé alakult át.

## Hagyományok

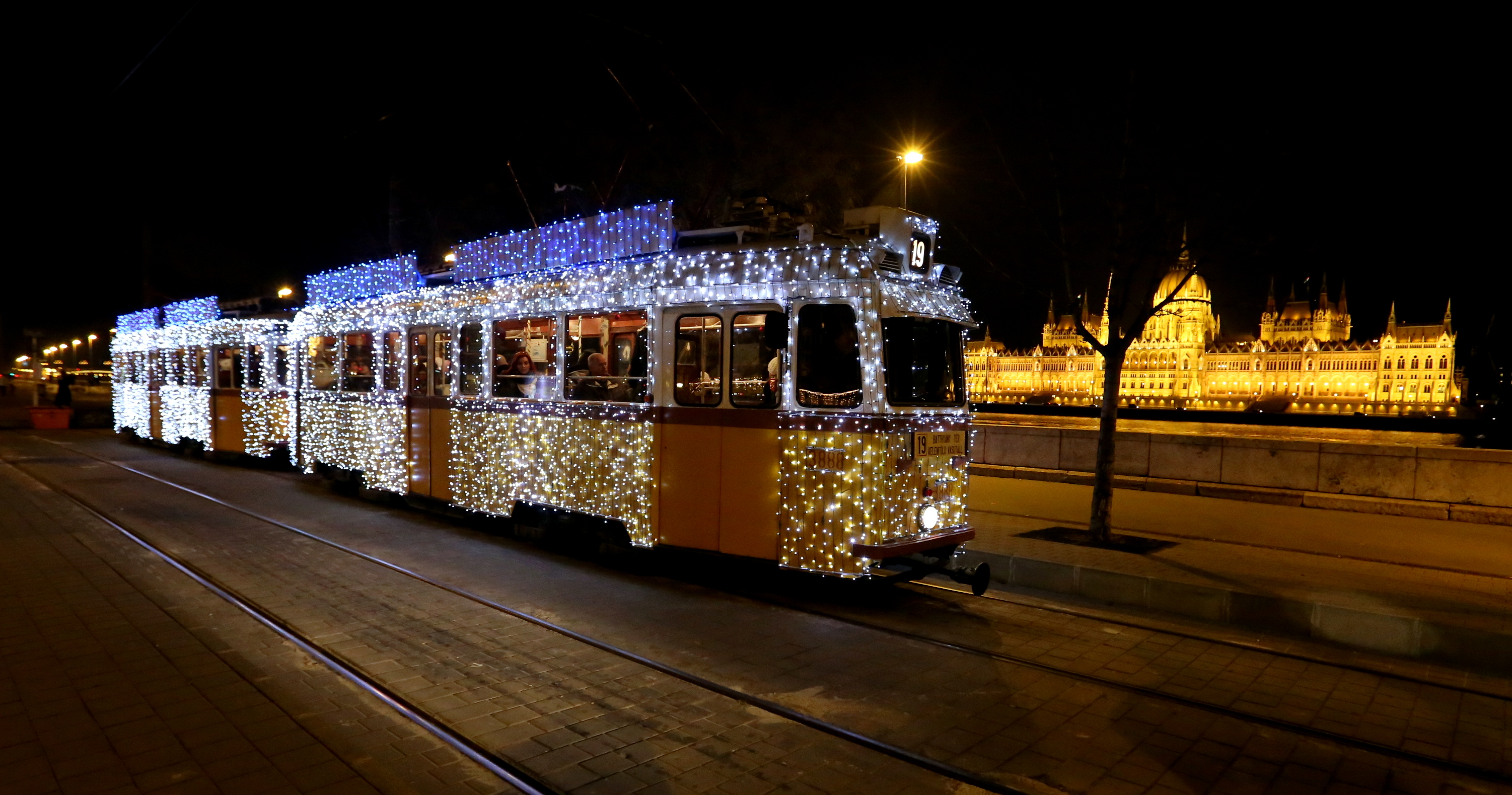
Budapesti fényvillamos

Magyarországon a katolikus keresztények számára Jézus születése napjának fénypontja a karácsonyi misén való részvétel (24-én éjfélkor vagy 25-én napközben). A református keresztények szentestén, azaz 24-én istentiszteleten vesznek részt, majd másnap úrvacsorát vesznek. December 24-én hagyományosan a katolikus családok böjtölnek (karácsony böjtje), és csak este fogyasztják el a böjti vacsorát.

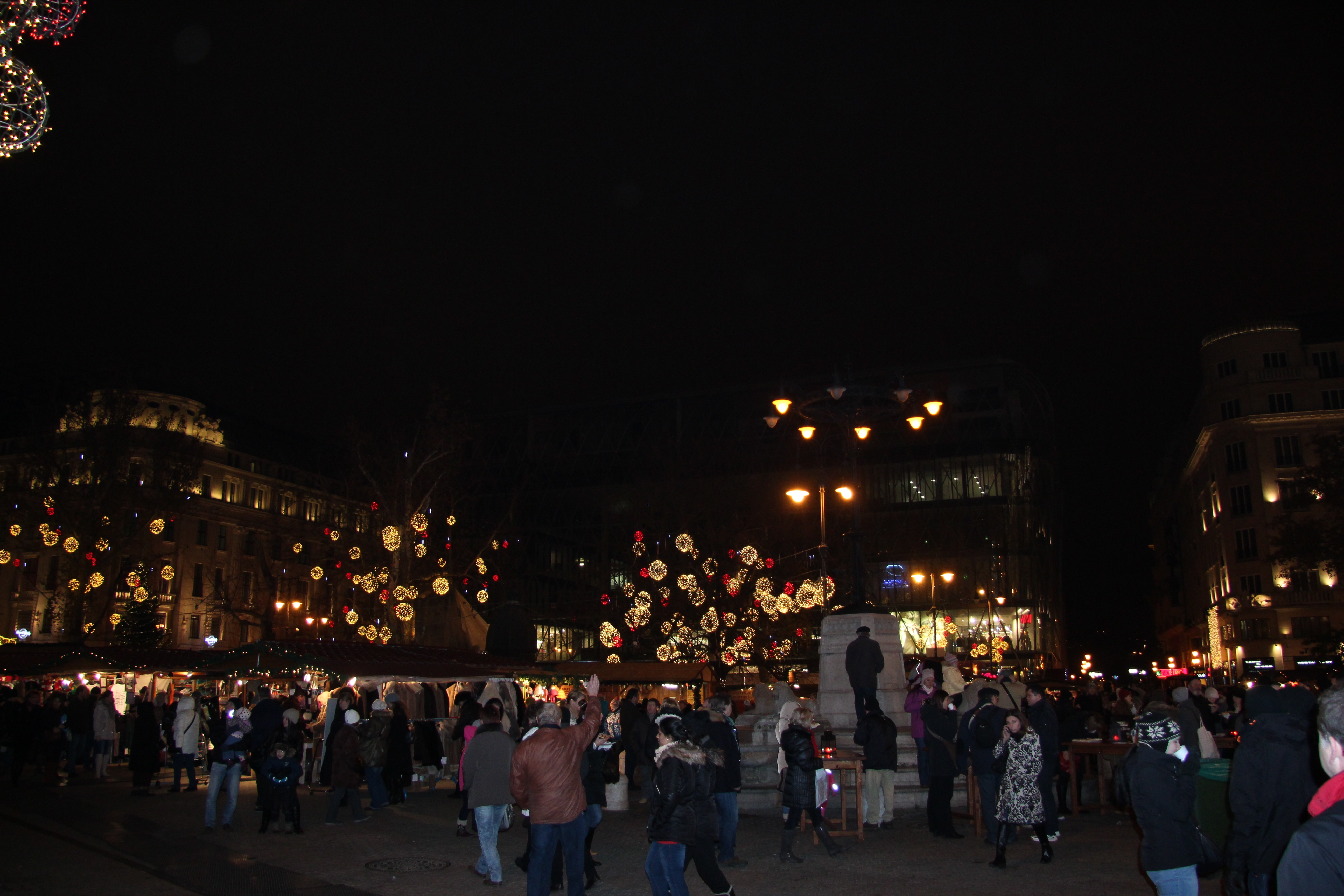
Karácsonyi vásár a Vörösmarty téren

A nem vallásos, de keresztény kultúrkörbe tartozók számára a karácsony általában a szeretetet, a családi együttlétet jelképezi. Karácsonykor elterjedt szokássá vált megajándékozni szeretteinket. Az üzletek és áruházak a szentestét megelőző hetekben igyekeznek kihasználni az ajándékozás szokását és reklámdömpinggel próbálják bevételüket többszörözni – ezzel sokszor pusztán fogyasztási lázzá torzítva az ünnep hagyományos és valódi lényegét.
Régebben a betlehemezés a legismertebb és legelterjedtebb karácsonyi szokások közé tartozott, amely egy több szereplős dramatizált játék volt és az egész országban ismertek, nagyon sok helyen ma is gyakorolják. A falusi betlehemezés legfontosabb eleme a betlehemi pásztorok párbeszédes, énekes játéka volt. A dramatizált játék fő eleme a Kisjézust imádó három pásztorról szóló bibliai történetre, köztük a nagyothalló öreg pásztor tréfás párbeszédére épült. A betlehemezés fő kelléke egy templom alakú betlehem volt, amelyben a Szent Család volt látható. A pásztorjáték szereplői voltak a kistemplomot vivő két angyal, a három pásztor, illetve a szatmári országrészben őket kiegészítette a huszár és a betyár alakja.

## Ételek

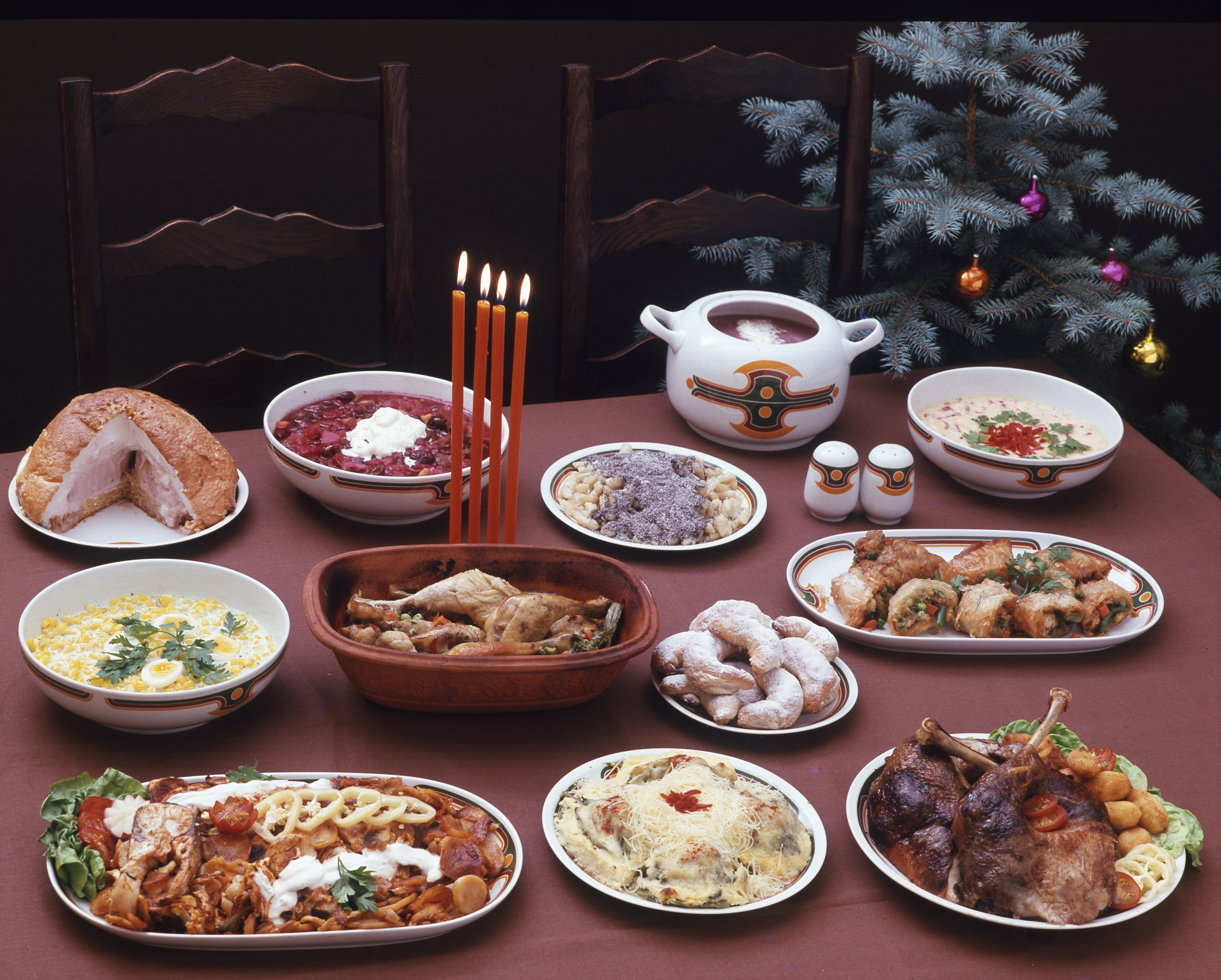
Karácsonyi vacsora

A böjti vacsora eredetileg alma, dió, méz és fokhagyma, majd vajas bableves hús nélkül (böjtös bableves), végül mákos guba volt, de újabban kialakult, hogy hal, illetve töltött káposzta kerül ilyenkor az asztalokra.
A néphagyomány szerint a karácsonyi asztal fontos szerepet játszott az ünnepkor. Az asztal díszítésének és az étkezésnek szigorú rendje volt. A feltálalt fogásoknak mágikus erőt tulajdonítottak. Régebben a karácsonyi abroszt tavasszal vetőabrosznak használták és abból vetették az első gabonamagvakat, hogy bő termés legyen. A megterített asztalra gabonamagvakat helyeztek és abból adtak a baromfiaknak, hogy jól tojjanak, az asztal alá pedig szalmát tettek, annak emlékére, hogy Jézus jászolban született. Később ezt a szalmát a jószág alá tették, hogy egészséges legyen, de volt ahol a gyümölcsfákra is kötöztek belőle, jó termést remélve. A szigorú rituálékhoz tartozott, hogy a gazdaasszony nem állhatott fel vacsora közben az asztaltól, hogy jól tojó tyúkjai legyenek. 
December 25-én következik a karácsonyi ebéd vagy karácsonyi vacsora. A család, esetleg a nagyobb rokonság ilyenkor összegyűlik, hogy együtt fogyassza el a karácsonyi ételeket. A magyaroknál a bensőséges családi együttlét általában 24-e estéje (szenteste), míg a nyugat-európai országokban többnyire 25-e.

## Zene

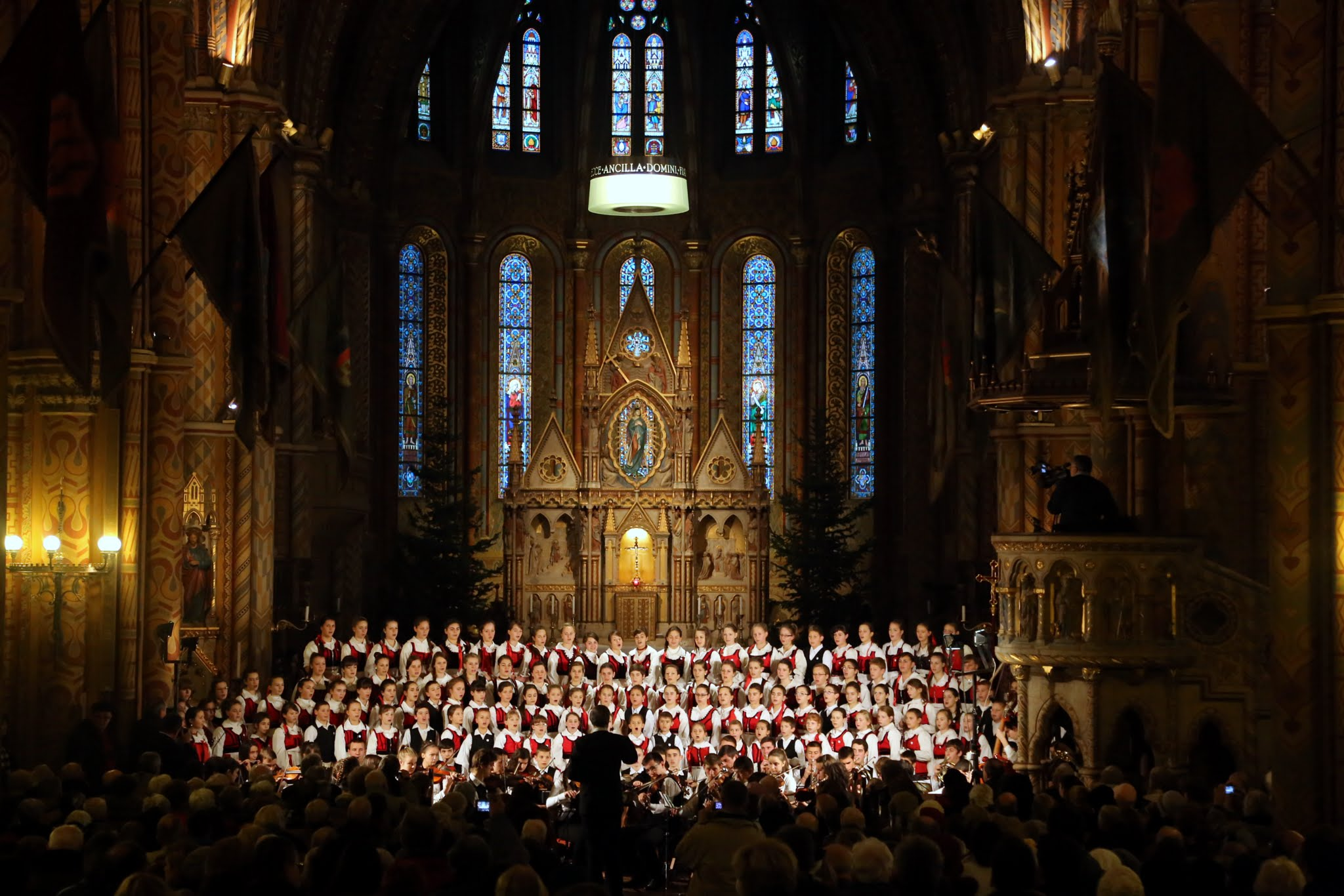
Karácsonyi hangverseny

Magyarországon több megszokott karácsonyi dal létezik és külföldi eredetű zenék is elterjedtek az évszázadok során. Ezek közé tartozik a Kiskarácsony, nagykarácsony, a Mennyből az angyal, az Ó, gyönyörű szép titokzatos éj, a Pásztorok, keljünk fel, a Pásztorok, pásztorok örvendezve és a német eredetű Csendes éj, amik népszerűségüknek leginkább a 19. században tettek szert. Magyarországon az első megjelent karácsonyi dal a Mennyből az angyal volt, a 18. században, amit valószínűleg Szentmihályi Mihály boconádi plébános szerzett.
A magyar dalok mellett a külföldi számok is egyre gyakrabban hallhatók magyar háztartásokban. 2024 karácsonya hetében Magyarországon a tíz legtöbbet hallgatott karácsonyi dal a Mahasz Single Top 40 listája szerint:
| #  | Cím                                         | Előadó         |
| -- | ------------------------------------------- | -------------- |
| 1  | Last Christmas                              | Wham!          |
| 2  | All I Want for Christmas Is You             | Mariah Carey   |
| 3  | Rockin’ Around the Christmas Tree           | Brenda Lee     |
| 3  | Snowman                                     | Sia            |
| 4  | Jingle Bell Rock                            | Bobby Helms    |
| 5  | It’s Beginning To Look A Lot Like Christmas | Michael Bublé  |
| 6  | Santa Tell Me                               | Ariana Grande  |
| 7  | Underneath The Tree                         | Kelly Clarkson |
| 8  | Let It Snow! Let It Snow! Let It Snow!      | Dean Martin    |
| 9  | Holly Jolly Christmas                       | Michael Bublé  |
| 10 | It’s The Most Wonderful Time Of The Year    | Andy Williams  |